# Hypromeloza
Hypromeloza (łac. hypromellosum), skrótowiec od (hydroksypropylo)metyloceluloza, HPMC – organiczny związek chemiczny, pochodna celulozy, w której część grup hydroksylowych została alkilowana grupami metylowymi i 2-hydroksypropylowymi. Stosowana jako lek zwilżający, dodatek do żywności (E464), dodatek do klejów, farb, materiałów budowlanych i innych.
Ma postać białego, żółtawobiałego lub szarawobiałego proszku (lub granulek), higroskopijnego po wysuszeniu. Jest rozpuszczalna w wodzie, praktycznie nierozpuszczalna w etanolu, toluenie i acetonie.

## Zastosowanie medyczne
Stosowana jako lek zwilżający rogówkę oraz spojówkę oka. Hypromeloza zastępuje łzy podczas niedostatecznej czynności gruczołów łzowych.
Wskazania
- zespół suchego oka
- zwilżanie twardych soczewek kontaktowych

Przeciwwskazania
- nadwrażliwość na lek

Działania niepożądane
- podrażnienie oka
- uszkodzenie rogówki

Preparaty
- Artelac, Artelac Edo CL
- KeratoStill
- Tears Naturale II

Dawkowanie
Jeżeli lekarz nie zaleci inaczej, jedną lub dwie krople do worka spojówkowego, od 3 do 10 razy na dobę.
Uwagi
Użyte konserwanty mogą zabarwiać miękkie szkła kontaktowe.